# Banned Books Museum
Het Banned Books Museum (Estisch: Keelatud kirjanduse muuseum) is een museum en boekwinkel in de oude binnenstad van de Estse hoofdstad Tallinn, dat zich sinds 2020 richt op de verzameling, bewaring en tentoonstelling van boeken die wereldwijd zijn verboden of gecensureerd. Het museum bevat een collectie van 350 boeken uit honderd verschillende landen.

## Geschiedenis
De Schot Joseph Maximillian Dunnigan raakte tijdens een verblijf in China geïnteresseerd in vraagstukken rondom censuur en vrijheid van meningsuiting. Later verhuisde hij naar Estland, waar hij sociale ondernemerschap studeerde aan de Universiteit van Tallinn en het idee van het Banned Books Museum ontwikkelde. Hij opende het museum in december 2020.

## Collectie
Het museum herbergt een collectie van boeken uit verschillende landen en tijdperken die verboden of gecensureerd zijn om politieke, religieuze, sociale of morele redenen. De boeken zijn vergezeld met toelichtingen over de redenen achter de censuur en de impact daarvan op de samenleving. Onder de tentoongestelde werken bevinden zich werken van auteurs als George Orwell, Salman Rushdie en J.K. Rowling.
| Titel                                                         | Oorspr. publ. | Auteur                 | Type verbod (jaar)                                | Motivatie verbod                                                                   | Gebiedende instantie/land           |
| ------------------------------------------------------------- | ------------- | ---------------------- | ------------------------------------------------- | ---------------------------------------------------------------------------------- | ----------------------------------- |
| Waterschapsheuvel                                             | 1972          | Richard Adams          | Verbod                                            | Gelijkstelling mensen en dieren                                                    | China                               |
| Winnie-the-Pooh                                               | 1926          | A.A. Milne             |                                                   |                                                                                    |                                     |
| To Kill a Mockingbird                                         | 1960          | Harper Lee             |                                                   |                                                                                    |                                     |
| The Hate U Give                                               |               |                        |                                                   |                                                                                    |                                     |
| De lotgevallen van Huckleberry Finn                           | 1884          | Mark Twain             | controversieel (in 19e eeuw); gecensureerd (2011) | Anti-slavernijboodschap; verouderd (aanstootgevend) taalgebruik ('neger', 'injun') |                                     |
| The Handmaid’s Tale                                           | 1985          | Margaret Atwood        | Controverse en verbod                             | Seksualiteit, vulgariteit, anti-christelijke waarden                               |                                     |
| Heer der vliegen                                              | 1954          | William Golding        | Controverse en verbod                             | Racistische terminologie, geweld                                                   | Diverse landen                      |
| De duivelsverzen                                              | 1988          | Salman Rushdie         | Verbod (1988)                                     | Godslastering                                                                      | m.n. Iran                           |
| Unfree Speech                                                 |               |                        |                                                   |                                                                                    |                                     |
| The Hate U Give                                               | 2017          | Angie Thomas           | Verbod (2017)                                     | Bekritisering van racisme, politiegeweld, grof taalgebruik                         | Scholen in de V.S.                  |
| You Can’t Read This Book: Censorship in an Age of Freedom     |               |                        |                                                   |                                                                                    |                                     |
| The Fake News Factory                                         |               |                        |                                                   |                                                                                    |                                     |
| Dragon Ball                                                   |               |                        |                                                   |                                                                                    |                                     |
| George                                                        |               | Alex Gino              |                                                   |                                                                                    |                                     |
| Little Black Sambo                                            |               |                        |                                                   |                                                                                    |                                     |
| Alice's adventures in wonderland en Through the looking-glass | 1865          | Lewis Carroll          | Verbod (1931)                                     | Pratende dieren                                                                    | China                               |
| Mein Kampf                                                    | 1925          | Adolf Hitler           |                                                   |                                                                                    |                                     |
| The Book of Negroes                                           |               | Lawrence Hill          |                                                   |                                                                                    |                                     |
| 1984                                                          | 1949          | George Orwell          |                                                   |                                                                                    |                                     |
| Maus                                                          | 1991          | Art Spiegelman         | Verbod                                            | Taalgebruik en naakt                                                               | School van McMinn County, Tennessee |
| The Anarchist Cookbook                                        | 1971          |                        | Verboden voor jongeren tot 21                     | Ideeën voor criminele activiteiten                                                 | Verenigde Staten                    |
| De Goelag Archipel                                            | 1973          | Alexandre Soljenitsyne | Verbod                                            | Anti-socialistisch                                                                 | USSR                                |
| Les Abeilles grises                                           | 2018          | Andrey Kurkov          | Clandestien                                       | Auteur is buitenlands agent                                                        | Rusland                             |